# Brian David Josephson
Pour les articles homonymes, voir Josephson.
Brian David Josephson, né le 4 janvier 1940, à Cardiff au pays de Galles, est un physicien britannique. Ses travaux ont profondément transformé la métrologie électrique. Il est lauréat de la moitié du prix Nobel de physique de 1973 (l'autre moitié a été remise à Ivar Giaever et Leo Esaki) « pour sa prédiction théorique des propriétés des supercourants à travers une barrière tunnel, en particulier ces phénomènes habituellement connus sous le nom d'effets Josephson ». Il a également déterminé la constante de Josephson. Il est lauréat du prix Holweck en 1973.
Il a également occupé des postes de professeur invité à l’Université Wayne State en 1983, à l’Institut indien des sciences de Bangalore en 1984, ainsi qu’à l’Université du Missouri-Rolla en 1987.
En 2011, Brian Josephson est directeur du Projet d'unification de la matière et de l'esprit (Mind-Matter Unification Project) du Groupe de théorie de la matière condensée au laboratoire Cavendish de l'université de Cambridge.

## Mind-Matter Unification Project
L'objectif du projet est principalement de comprendre, du point de vue de la physique théorique, ce qui peut être caractérisé, faute de meilleurs termes, comme des processus intelligents dans la nature, en lien avec la fonction cérébrale ou d'autres processus de la nature. Josephson explique que la physique théorique peut aider à remodeler les perspectives sur ces problèmes.

## Nullius in verba: prises de position
Par cette locution latine (« Ne croyez personne sur parole »), Brian Josephson présente des idées scientifiques qui ont été dénoncées par l'ensemble des scientifiques et invite à porter un regard attentif sur ces dénonciations pour les soumettre à l'analyse.
Pratiquant la Méditation Transcendantale (MT) depuis le début des années 1970 , Brian Josephson est devenu, en 1975, professeur invité à la Maharishi European Research University aux Pays-Bas, une institution liée au mouvement MT.
Il a également occupé des postes de professeur invité à l’Université Wayne State en 1983, à l’Institut indien des sciences de Bangalore en 1984, ainsi qu’à l’Université du Missouri-Rolla en 1987.
Brian Josephson s'est prononcé en faveur de Rusi Taleyarkan (en) et contre les rapports publiés à son sujet par le journal Nature.
Il a accusé le CSICOP d'utiliser les médias à des fins de propagande anti-paranormale. Il a pris la défense des postes britanniques, qui avaient émis un timbre évoquant, dans une série commémorative sur le prix Nobel, la possibilité d'une explication de la télépathie au moyen de la théorie quantique. Brian Josephson soutient également Rupert Sheldrake, le biologiste qui a fait dire au rédacteur en chef de la revue Nature, John Maddox, que son livre devait être brûlé.
Il a préfacé en 2005 le livre posthume de Jacques Benveniste, décédé en 2004, Ma vérité sur "la mémoire de l'eau" (Paris, Albin Michel), théorie considérée comme totalement infondée par la communauté scientifique internationale.